# Martin John Spalding

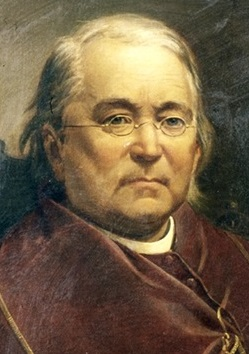
Erzbischof Martin John Spalding (Gemälde um 1860)

Martin John Spalding (* 23. Mai 1810 in Rolling Fork, Kentucky; † 7. Februar 1872 in Baltimore) war ein römisch-katholischer Geistlicher und Erzbischof von Baltimore.

## Leben

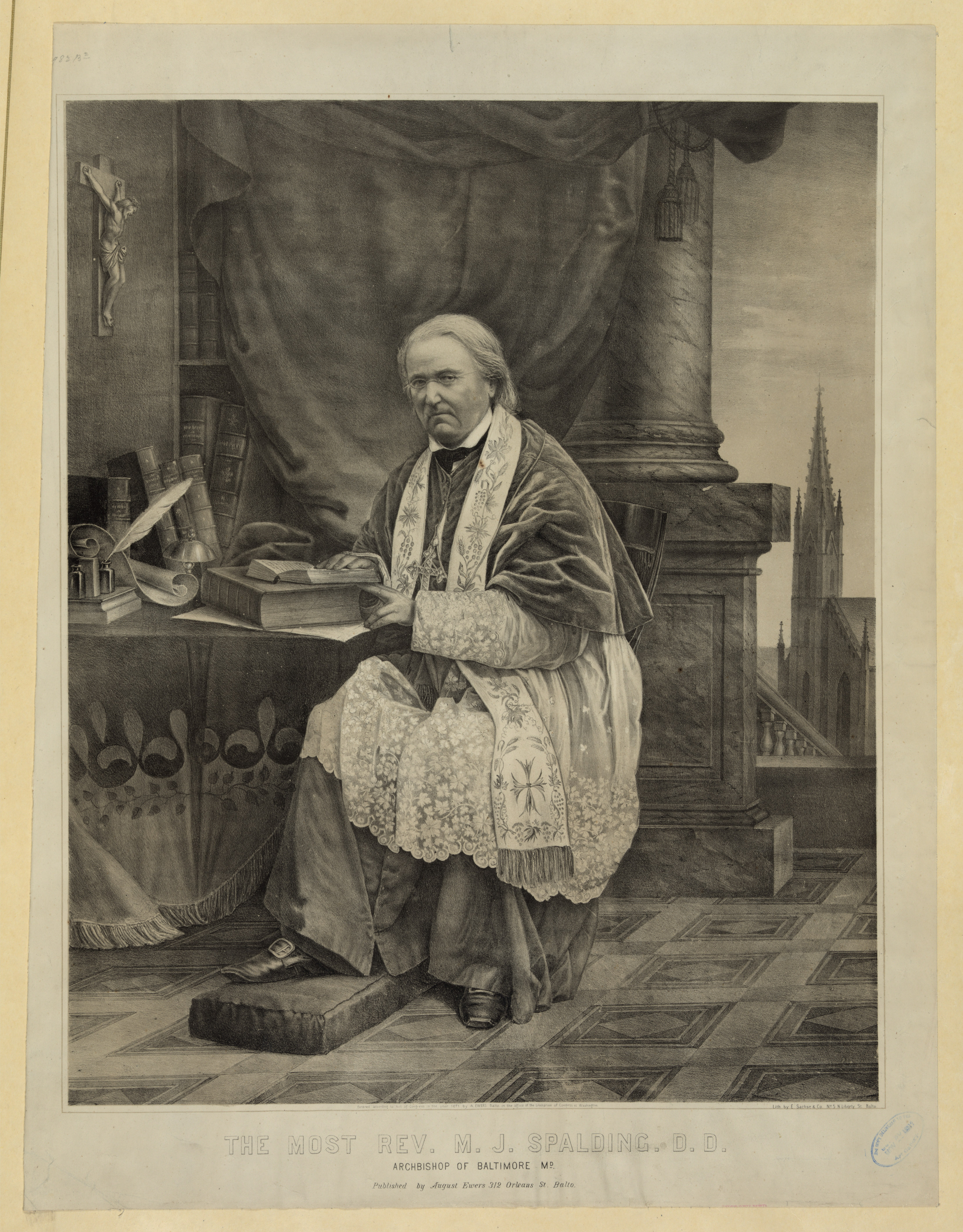
Erzbischof Spalding in Chorkleidung (Photo 1871)

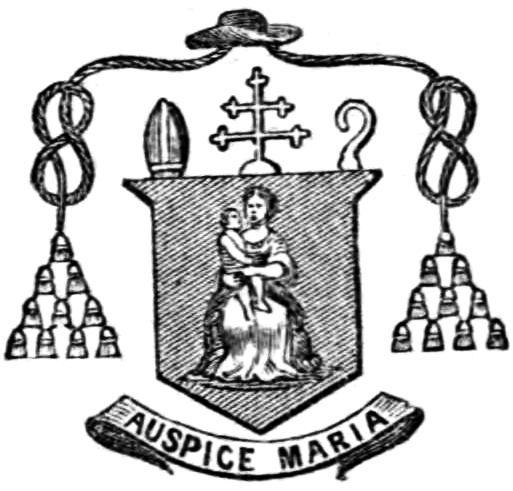
Spaldings Erzbischofswappen (1865)

Der aus Kentucky stammende Spalding durchlief die akademischen Ausbildungsstufen rasch und mit Auszeichnung. Bereits mit 16 Jahren trat er ins Priesterseminar beim damaligen Bischofssitz in Bardstown ein. Von 1830 bis 1834 arbeitete er bei der Congregatio de Propaganda Fide in Rom und empfing dort am 13. August 1834 die Priesterweihe. Auch den Doktorgrad erwarb er in Rom. Nach der Rückkehr wurde er Pfarrer an der Kathedrale von Bardstown und Herausgeber einer katholischen Zeitschrift. 1844 wurde der Bischofssitz von Bardstown nach Louisville verlegt. Dort wurde Spalding Generalvikar und am 9. Mai 1848 Koadjutor des Bischofs von Louisville und  Titularbischof von Lagania. Die Bischofsweihe spendete ihm am 10. September 1848 Benedict Joseph Flaget, der Bischof von Louisville; Mitkonsekratoren waren der Bischof von Philadelphia Francis Patrick Kenrick sowie Richard Pius Miles, Bischof von Nashville (Tennessee). Er trat am 11. Februar 1850 die Nachfolge als Bischof von Louisville in Kentucky an.
In Louisville baute Spalding das katholische Schulwesen aus und holte die Franz-Xaver-Brüder in die Diözese. Er begann eine intensive kirchenhistorische, katechetische und apologetische Schriftstellertätigkeit. Zugleich nahm er Lehraufträge an verschiedenen Universitäten wahr.
Am 6. Mai 1864 wurde Spalding zum Erzbischof von Baltimore und damit auf den ältesten und angesehensten Bischofssitz der USA berufen. Er trat das Amt am 31. Juli desselben Jahres an und hatte es bis zu seinem Tode inne. Während des Sezessionskriegs gelang es ihm, eine Spaltung der katholischen Kirche in den USA zu vermeiden. 1866 leitete er eine nationale Bischofssynode in Baltimore. Auch an seiner neuen Wirkungsstätte förderte er das katholische Schul-, Bildungs- und Zeitungswesen und trieb die Pläne zur Gründung einer Katholischen Universität von Amerika voran. Er ließ die Innenausstattung der Kathedrale von Baltimore vollenden und spendete zahllose Firmungen mit einem hohen Anteil von Konvertiten. Beim Ersten Vatikanischen Konzil war er ein aktiver Unterstützer der Dogmatisierung der päpstlichen Unfehlbarkeit und des Jurisdiktionsprimats. Seine entschieden kirchliche Position verband er mit Einsatz für die soziale Entwicklung des Landes.
An seinen Beisetzungsfeierlichkeiten in der damaligen Kathedrale von Baltimore nahmen Menschen aller gesellschaftlichen Schichten und viele Nichtkatholiken teil.